# 히타치코노스역
히타치코노스역(일본어: 常陸鴻巣駅)은 일본 이바라키현 나카시에 위치한 동일본 여객철도 스이군선의 철도역이다. 단선 승강장 1면 1선의 구조를 갖춘 지상역이다.

## 역 주변
- 나카 시립 제3 중학교

## 역사
- 1918년 6월 12일 : 미토 철도의 역으로서 개업. 즉 국철 고노스역이 존재하고 있기 때문에, 옛날 국가 이름을 본딴 역으로 함.
- 1927년 12월 1일 : 미토 철도가 국유화. 국유철도의 역이 됨.
- 1962년 11월 20일 : 화물 취급 폐지.
- 1970년 10월 1일 : 무인화. 개인 상점에서 승차권 발매를 위탁하고 있는 간이 위탁역으로 됨.
- 1987년 4월 1일 : 일본국유철도 분할 민영화에 의해, 동일본 여객철도가 승계.
- 1992년 7월 31일 : 승차권 간이 위탁 발매를 해제.

## 인접 역
| 스이군선             | 스이군선   | 스이군선               |
| -------------------- | ---------- | ---------------------- |
| 가미스가야 미토 방면 | ■ 스이군선 | 우리즈라 고리야마 방면 |